# Erioptera (Mesocyphona) costalis
Erioptera (Mesocyphona) costalis is een tweevleugelige uit de familie steltmuggen (Limoniidae). De soort komt voor in het Neotropisch gebied.